# ISO 3166-2:AI
ISO 3166-2:AI é o subconjunto de códigos definidos em ISO 3166-2, parte do padrão ISO 3166 publicado pela Organização Internacional para Padronização (ISO), para os nomes das principais subdivisões de Anguila.
Anguilla é dividido em catorze distritos, mas atualmente não são definidos códigos.